# Комаров, Валентин (футболист)
Валентин Комаров (эст. Valentin Komarov; 23 сентября 1967) — советский и эстонский футболист, защитник.

## Биография
На старте карьеры выступал за таллинский «Спорт» (Таллин), в его составе в 1985 году сыграл два матча во второй лиге СССР. Позднее до распада СССР играл в соревнованиях КФК.
С 1992 года выступал в высшей лиге Эстонии за таллинское «Динамо» (Таллин), за два сезона провёл 13 матчей. Также в августе-сентябре 1992 года сыграл два матча за «Норму» в Лиге чемпионов, а в чемпионате страны не выходил на поле за этот клуб. В 1993 году перешёл в «Таллинна Садам», провёл в клубе три сезона и сыграл 37 матчей в чемпионате. Всего на счету игрока 50 матчей в высшей лиге.
С 1996 года играл в первой лиге Эстонии за «Олимп» (Маарду). В осеннем сезоне 1998 года выступал за вновь созданный клуб «Левадия» (Маарду), с которым стал победителем первой лиги, затем играл за ряд клубов низших лиг.
В 1999 году, одновременно с игрой за фарм-клуб «Левадии» работал администратором основной команды. В 2008 году принимал участие в матче между ветеранами и действующим составом клуба, посвященном 10-летию «Левадии».